# Кепез
Кепез (тур. Kepez) - район в провінції Анталія (Туреччина), наразі - частина міста Анталія.